# 白倉伸一郎
白倉 伸一郎（しらくら しんいちろう、1965年8月3日 - ）は、日本のテレビドラマ・映画プロデューサー。東京都出身、血液型はAB型、東京大学文学部第三類（フランス語フランス文学）卒業。東映株式会社上席執行役員テレビ営業部ヘッドプロデューサー兼テレビ営業部長兼キャラクター戦略部。日本映画テレビプロデューサー協会正会員。

## 経歴
- 1990年 - 東映入社。テレビ事業本部（現在の映像本部テレビプロデューサー集団）に配属[3]。
- 1991年 - 『鳥人戦隊ジェットマン』中途よりプロデューサー補として番組に参加[3]。
- 1992年 - 『真・仮面ライダー 序章』を担当し、初期のプロットを却下して現在のストーリーに変更させた[注釈 1]。同年『恐竜戦隊ジュウレンジャー』中途にてプロデューサーに昇格。
- 1993年 - 『五星戦隊ダイレンジャー』で年間通じて鈴木武幸とともに作品をプロデュース。
- 1996年 - 『超光戦士シャンゼリオン』でチーフプロデューサーに昇格[3]。
- 1997年 - 2月より2年間テレビ朝日に出向。
- 2000年 - 『仮面ライダークウガ』の途中より鈴木武幸の助言でプロデューサー補を担当[3]。
- 2001年 - 『仮面ライダーアギト』で久々にチーフプロデューサーを担当[3]。以後2003年の『仮面ライダー555』まで仮面ライダー作品のチーフプロデューサーを担当。
- 2005年 - 『仮面ライダー響鬼』で前プロデューサー髙寺成紀の降板を受け、途中からチーフプロデューサーを引き継ぐ。以後2007年の『仮面ライダー電王』までチーフプロデューサーを担当。
- 2008年 - 東映東京撮影所次長に就任。
- 2009年 - 『仮面ライダーディケイド』にて再びテレビの仮面ライダーシリーズのチーフプロデューサーを担当。雑誌のインタビューにて、テレビの仮面ライダーシリーズを手掛けるのは本作が最後であると宣言した。また、東映東京撮影所長代理を兼任しながら東映テレビ・プロダクション代表取締役社長にも就任。
- 2010年 - 2週間おきに新作が公開される形態の『仮面ライダー×仮面ライダー×仮面ライダー THE MOVIE 超・電王トリロジー』三部作をプロデュース。また、東映東京撮影所長代理から正式に所長に就任。6月29日付で執行役員に新任[5]。
- 2012年 - 東映テレビ・プロダクション社長として『仮面ライダー×スーパー戦隊 スーパーヒーロー大戦』のメインプロデュースに参加。また6月28日付で取締役に新任[6]。この年以降、特撮作品に加え、東映が制作する実写映画作品全般に企画や製作として携わっている。
- 2014年 - 取締役兼東映テレビ第一営業部長に就任。4月1日、東映社長が 岡田裕介から多田憲之への交代に合わせ、企画制作部長が須藤泰司に交代[7]。6月27日、人事異動により東映テレビ・プロダクション社長が日笠淳に交代。東映テレビ第二営業部長に就任[8][9]。
- 2018年 - 前言を撤回し『仮面ライダージオウ』にて再びチーフプロデューサーを務めている[3]。6月1日に新設したハイテク大使館の特命全権大使を兼務[10]。
- 2021年 - 『機界戦隊ゼンカイジャー』にて27年ぶりにスーパー戦隊シリーズ復帰かつ同シリーズのチーフプロデューサーを初担当。
- 2022年 - 監査等委員会設置会社への移行を始めとする組織改編に伴い、取締役を退任し上席執行役員に就任[11]。
- 2023年 - 新設されたキャラクター戦略部の部長に就任[12][13]。同年、部長を退任。キャラクター戦略部には留まる[2]。

## 作風
特撮ドラマの場合、従来の特撮ヒーローが持っていた善悪二元論、勧善懲悪的な論法に対し非常に懐疑的であり、プロデュース作品には「ヒーローであっても俗物である（『超光戦士シャンゼリオン』の主人公、涼村暁など）」あるいは「そこには正義も悪もない。人間が生きている、ただそれだけのこと」、といった、ヒーロー的な「正義」の概念を否定する要素が含まれることが多い。なお、その理由の一つとして2001年9月11日のアメリカ同時多発テロ事件が挙げられている。
「設定を固めてこぢんまりと綺麗にまとめるよりも、リアルタイムのテレビ番組ならではのライブ感を重視したい」を持論としている。
諸般の事情によりシリーズ中盤からの参加となった『仮面ライダー響鬼』では、白倉就任直後から作風に大きな変化が起きたとしてその是非を巡って議論が発生し、インターネットコミュニティなどで大きな物議を醸した（詳細は「仮面ライダー響鬼#作風と反響」の項を参照）。

## 人物
コンピュータ関係に詳しく、東映オフィシャルサイトの設計もしていた。理系になりたかったが算数ができなかったとのこと。大学受験は落ち続けたがそれも楽しかったという。一時は本業と並行して専門誌にプログラミング関係の論文を投稿していた他、「cron」のHNでMS-DOSプラットフォームの自由ソフトウェアも制作しており、これらはベクターのダウンロードサイトで入手可能。
東映入社以前から筋金入りの「東映作品マニア」であったが、子供時代は『仮面ライダー』には特にハマっておらず、『ジャンボーグA』のジャンボーグ9が好きであった。『ウルトラマンA』、『人造人間キカイダー』、『キカイダー01』も見ていた。小学1、2年にカラーテレビに変わった時、これら作品が原色ギトギトであったり、カラータイマーが本当にカラーであったことを知り、「ダサい」と感じ引いてしまった。10歳のときに観た『秘密戦隊ゴレンジャー』にはインパクトを受けたものの、その後は、特撮作品自体が縮小傾向にあったこともありアニメに興味が移っていった。
しかし高校時代に『超時空要塞マクロス』の上映会で手違いか何かで流れた『電子戦隊デンジマン』が面白く、ちょうどその頃『デンジマン』が再放送され、スーパー戦隊シリーズを視聴するようになる。さらに時を同じくして『宇宙刑事シリーズ』が始まり小林義明監督のファンとなる。また『宇宙刑事シリーズ』をはじめ多大な影響を受けた『特捜最前線』、『スケバン刑事』シリーズに携わっていた田中秀夫監督のファンでもあったという。
一方で自分用のテレビは親友からもらった白黒テレビであったため、『宇宙刑事シリーズ』も白黒で見ており、カラーで見たときはやはり配色についてダサいと疑問を感じたという。大学時代は8mmカメラで変身ヒーローパロディの自主制作映画を撮っていた。

### 関連人物
- 『仮面ライダークウガ』から『仮面ライダーディケイド』までの平成仮面ライダーシリーズ作品[注釈 2]で、プロデューサー（チーフ、サブ、P補問わず）として参加している。特にチーフプロデューサーとして参加した『仮面ライダーアギト』『仮面ライダー龍騎』『仮面ライダー555』の初期3作品はいずれも高い人気を得たが、『555』開始当初の雑誌のコメント[要文献特定詳細情報]で「1年限りだからできる激務を結果的に3年続けてしまった。このスタッフ（白倉、脚本の井上敏樹、演出の田﨑竜太ら）で作るライダーはこれが最後」と発言し、その発言通り翌年からライダーのテレビシリーズ製作から一旦は離れた。だが、その後も前述の通り一部の作品を除いてライダー制作には参加しており、前述の井上、田﨑らとも共働している。『ディケイド』以降『ジオウ』で再びチーフプロデューサーを務めるまでテレビシリーズからは離れていたが、その後も春に公開される劇場版作品の製作には引き続き関わっており、『仮面ライダーW』などにも接点を持っていた。
- 一度付き合ったスタッフを大事にし、重用することも特徴で、特に演出家では田﨑竜太、石田秀範、金田治、雨宮慶太、脚本家では井上敏樹、小林靖子、米村正二、イラストレーター（キャラクターデザイナー）では出渕裕、篠原保、韮沢靖、作曲家では安川午朗、佐橋俊彦、蓜島邦明と非常に懇意にしている。また、2013年3月に逝去した監督の長石多可男とは多くの作品でコンビを組んだ。プロデュース業では『シャンゼリオン』以来、特撮ドラマでは、後輩プロデューサーである武部直美と組むことが多い。以前はテレビ朝日の梶淳と組むことも多かった。

## エピソード
- 入社時の逸話として、「入社時の面接試験で、岡田茂社長を初めとする当時の役員を前に既存の仮面ライダーシリーズ（特に当時の最新作であった『仮面ライダーBLACK RX』）を批判しつつ、熱い思いを語った」というものがある。このエピソードは『超光戦士シャンゼリオンバイブル』で語っていた内容[20]が曲解されたもので、実際に白倉が面接試験で語ったものは「『RX』は自分が好きな脚本家や監督を擁しているのに、番組としての体裁を失っているような状態であった。様々な事情はあるだろうが、視聴者にそれを慮らせてしまうのはどうか」と、『RX』の制作事情に関わる内容であった。白倉自身はこれについて後年、「スポンサーを初めとする外部と制作現場の調整をするような仕事をしたい。現場を守りたい」と面接の際に語ったことが、前述の逸話として伝わったようであると述べている[21]。
- 前項の「人物」でも述べられているが一度付き合ったスタッフは大切にしている。『美少女戦士セーラームーン』序盤を撮った後で東映を離れた田﨑竜太監督は、フジテレビ・トムス・エンタテインメント制作による『エクスマージュ』の企画に参加した。2004年10月より半年間放送される予定で雑誌に告知記事が先行掲載されたが、制作会社が突如制作を断念。企画が頓挫したことを田﨑は旧知の白倉にメールで報告したところ、白倉は「東映で作ります」と田﨑に持ちかけた。結果、放送局はフジテレビからテレビ朝日、放送期間は半年から1クール、その他放送開始日やキャストなどの変更といった紆余曲折を経て2005年1月より『Sh15uya』として放送された。
- 『美少女戦士セーラームーン』で女優デビューした北川景子は、同作の最終オーディションで、何も一芸がなく、もうどうにでもなれと惨めな気持ちで審査員の前で黙々と芋版を彫ったにも関わらず、合格させてくれた白倉さん、田崎監督には今も頭があがりません、と感謝の言葉を述べている[22]。
- 『超光戦士シャンゼリオン』にて、チーフプロデューサーで上司でもある吉川進と、第5話のあたりでかなり激しい大喧嘩をし、その後吉川と白倉は一切口を利かなくなったという[23]。衝突の原因については『超光戦士シャンゼリオンバイブル』にて「今思うと私の暴言」と触れただけで、いまだオフィシャルに明かされていない。そして2014年3月、自身のツイッターにて18年ぶりに吉川と言葉を交わしたことを明かしている[要文献特定詳細情報]。
- ニコニコ生放送における井上敏樹との対談によると[要文献特定詳細情報]、2016年には『ウルトラマンvs仮面ライダー』の第2弾の企画を円谷プロダクションに持ち込んだものの、門前払いを喰らったとのことである。

### 仮面ライダー・戦隊関係
- 『恐竜戦隊ジュウレンジャー』の第11話『ご主人さま！』（渡辺勝也の公式監督デビュー作品）では『アラジンの魔法のランプ』に出てくるランプの精が「魔法のランプで、なんでも望みをかなえ、子供たちの欲望をかぎりなくかきたてる敵」というストーリーを進めていたが、その話を聞いた脚本家の杉村升が「ランプの精は、子供たちにとって夢だろう。それを悪者にして、子供の夢を壊すのか？ それが、子供番組をつくる者の姿勢か！」と激怒したという[24]。これは白倉にとって「正に痛恨の一撃」の出来事であったようで、非常に勉強になったと語っている。他方で、この一件については「子供番組の作り手としての姿勢を学んだ」と前置きしつつも、同時に「打ち合わせに最初から同席せずに終わりがけを見計らってから異議を唱えるという、誰しもの意表を突くプレゼンテーション力」に魅了されたというのが正解である、とも述べている。いずれにせよ、この一件が色々なことを色々な尺度から考える一つのきっかけとなったのは事実であるという[24]。後年、杉村が急逝したときはブログにて追悼文を記している[要文献特定詳細情報]。
- 『ジュウレンジャー』でブライを演じた和泉史郎には柔らかいイメージがあったため起用を反対していたが、結果的に人気を博したのでグウの音も出ないと述べている[3]。
- 仮面ライダーシリーズ第1作『仮面ライダー』に関しては、『仮面ライダー』という従来の作品のやり方だと、たとえ正義のためにおこなっても「虐め」になっていく危険性があるため悪を倒すこと（を描くこと）はできないと評している[25]。
- サブタイトルが嫌いで「出てくるだけで引いちゃう」ほど。仮面ライダーシリーズでも一時廃止していた[26]。
- 白倉が携わった戦隊作品の一つである『五星戦隊ダイレンジャー』については、「あれより面白いものは作れないと思いますね」と白倉は語っている[27]。
- 映画『仮面ライダー×仮面ライダー W&ディケイド MOVIE大戦2010』を共同でプロデュースした塚田英明との対談で、「好きな仮面ライダー作品は？」という問いに『仮面ライダーBLACK』と『仮面ライダークウガ』の名を挙げて、塚田から「ホントですか?」と突っ込みを受けた[28]。実際に後者のクウガに関しては、著書『ヒーローと正義』において、「ヒーローの行う正義もまた暴力、悪ではないのか？」というテーマに踏み込んだことなどにそれなりに評価しつつも、一部エピソードや作風そのものを批判するような文章を展開している[29]。2009年の「ディケイド」放送中の『HERO VISION』の座談会で武部直美が「私はクウガが最高傑作だと思ってて、超えることはできないんじゃないかと思います。オダギリジョーさんの存在や、ファンの方もクウガが一番良いという声が多くあるし」という発言に「そうかなあ？」という、やや懐疑的な反応を示していた[30]。クウガのメインプロデューサーの高寺成紀とはライバル関係にあると言われ、前述のようにクウガを批判するような発言もしており、正反対と言われている二人だが、白倉と高寺とどちらとも仕事をしたことがある、井上伸一郎は「白倉Pと高寺Pは実は似ている」「仕事のやり方や信念などが似ている」「白倉さんが高寺さんを批判しライバル視しているのは、実は自分に似ているから、自分を見ているようだからではないのか？」と評している[31]。
- 多くの作品で共働した長石多可男については2014年3月の雑誌インタビュー[要文献特定詳細情報]にて「古いものの良さを認めたうえで常に新しいものに挑戦していた方で、我々にとっては本当に大きな存在の方でした」と回顧した。また、2014年3月30日のツイートでは「長石監督が亡くなられたのは、昨年の今日でした。この日に某映画（『平成ライダー対昭和ライダー 仮面ライダー大戦 feat.スーパー戦隊』）をどうしても公開したく、昨年より1ヶ月前倒しという強行軍を強い、各方面に無理をかけました。そうすると墓参には伺えなくなるというジレンマ。舞台挨拶とロケに役割分担し、みんな仕事に追われました。今日は朝から雨でした。雨と言えば長石組。長石監督は（某田崎監督と並んで）本当に雨男。今日の雨も、空から長石監督が見守ってくれているように感じられ、なんだか嬉しかったものでした。とりあえず今日という日の終わりにはひとりで献杯します」とコメントを残した[要文献特定詳細情報]。

## 評価
編集者で映画プロデューサーの井上伸一郎は、「白倉さんはウルトラシリーズに出てた人を平成ライダーに出して、必ず亡き者にしちゃう」と指摘し、『仮面ライダー龍騎』に出演した高野八誠や高槻純、『仮面ライダー555』に出演した斉藤麻衣や山崎勝之が演じた登場人物を例示した上で、「ウルトラファンの立場から見ると、意地の悪さを感じます。白倉さんは絶対そうは言わないだろうけど、意識的なキャスティングだと邪推してしまいます」とコメントしている。

## 主な作品

### テレビドラマ
- スーパー戦隊シリーズ
  - 鳥人戦隊ジェットマン（1991年 - 1992年） - プロデューサー補[注釈 3]
  - 恐竜戦隊ジュウレンジャー（1992年 - 1993年） - プロデューサー
  - 五星戦隊ダイレンジャー（1993年 - 1994年） - プロデューサー
  - 宇宙戦隊キュウレンジャー（2017年 - 2018年） - アドバイザー[注釈 4] [33]
  - 機界戦隊ゼンカイジャー（2021年 - 2022年） - チーフプロデューサー
  - 暴太郎戦隊ドンブラザーズ（2022年 - 2023年） - チーフプロデューサー[34]
- 仮面ライダーシリーズ
  - 仮面ライダークウガ（2000年 - 2001年） - プロデュース補[注釈 5]
  - 仮面ライダーアギト（2001年 - 2002年） - チーフプロデューサー
  - 仮面ライダー龍騎（2002年 - 2003年） - チーフプロデューサー
  - 仮面ライダー555（2003年 - 2004年） - チーフプロデューサー
  - 仮面ライダー響鬼（2005年 - 2006年） - チーフプロデューサー[注釈 6]
  - 仮面ライダーカブト（2006年 - 2007年） - チーフプロデューサー
  - 仮面ライダー電王（2007年 - 2008年） - チーフプロデューサー
  - 仮面ライダーディケイド（2009年） - チーフプロデューサー
  - 仮面ライダーG（2009年） - チーフプロデューサー
  - 仮面ライダージオウ（2018年 - 2019年） - チーフプロデューサー
- 超光戦士シャンゼリオン（1996年） - チーフプロデューサー
- ふたり（1997年） - プロデューサー補[注釈 7]
- 研修医なな子（1997年） - プロデューサー補[注釈 7]
- ガラスの仮面（1998年） - プロデューサー補[注釈 7]
- チェンジ!（1998年） - プロデュース[注釈 7]
- 京都始末屋事件ファイル（1999年） - プロデュース
- 別れる2人の事件簿（2000年） - プロデュース
- 美少女戦士セーラームーン（2003年 - 2004年） - チーフプロデューサー
- Sh15uya（2005年） - チーフプロデューサー

### オリジナルビデオ
- 真・仮面ライダー 序章（1992年） - プロデューサー補
- ウルトラマンVS仮面ライダー（1993年） - プロデューサー補
- 機界戦隊ゼンカイジャーVSキラメイジャーVSセンパイジャー（2022年） - チーフプロデューサー
- 暴太郎戦隊ドンブラザーズVSゼンカイジャー（2023年） - チーフプロデューサー
- 仮面ライダー555 20th パラダイス・リゲインド（2024年）- チーフプロデューサー

### 映画

#### プロデューサー
- 人造人間ハカイダー（1995年）
- 僕達急行 A列車で行こう（2012年）
- キカイダー REBOOT（2014年）
- がんばれいわ!!ロボコン ウララ〜!恋する汁なしタンタンメン!!の巻（2020年）[35]
- 機界戦隊ゼンカイジャー THE MOVIE 赤い戦い! オール戦隊大集会!!（2021年）
- セイバー+ゼンカイジャー スーパーヒーロー戦記（2021年）[36]
- 暴太郎戦隊ドンブラザーズ THE MOVIE 新・初恋ヒーロー（2022年）
- 仮面ライダーシリーズ
  - 劇場版 仮面ライダーアギト PROJECT G4（2001年）
  - 劇場版 仮面ライダー龍騎 EPISODE FINAL（2002年）
  - 劇場版 仮面ライダー555 パラダイス・ロスト（2003年）
  - 劇場版 仮面ライダー響鬼と7人の戦鬼（2005年）
  - 仮面ライダー THE FIRST（2005年） [注釈 8]
  - 劇場版 仮面ライダーカブト GOD SPEED LOVE（2006年）
  - 劇場版 仮面ライダー電王 俺、誕生!（2007年）
  - 仮面ライダー THE NEXT（2007年）
  - 劇場版 仮面ライダー電王&キバ クライマックス刑事（2008年）
  - 劇場版 さらば仮面ライダー電王 ファイナル・カウントダウン（2008年）
  - 劇場版 超・仮面ライダー電王&ディケイド NEOジェネレーションズ 鬼ヶ島の戦艦（2009年）
  - 劇場版 仮面ライダーディケイド オールライダー対大ショッカー（2009年）
  - 仮面ライダー×仮面ライダー W&ディケイド MOVIE大戦2010（2009年）
  - 仮面ライダー×仮面ライダー×仮面ライダー THE MOVIE 超・電王トリロジー（2010年）
    - EPISODE RED ゼロのスタートウィンクル
    - EPISODE BLUE 派遣イマジンはNEWトラル
    - EPISODE YELLOW お宝DEエンド・パイレーツ

  - オーズ・電王・オールライダー レッツゴー仮面ライダー（2011年）
  - 仮面ライダー1号（2016年）
  - 仮面ライダーアマゾンズ THE MOVIE 最後ノ審判（2018年）
  - 平成仮面ライダー20作記念 仮面ライダー平成ジェネレーションズ FOREVER（2018年）
  - 劇場版 仮面ライダージオウ Over Quartzer（2019年）
  - 仮面ライダー 令和 ザ・ファースト・ジェネレーション（2019年）
  - 仮面ライダー電王 プリティ電王とうじょう!（2020年）
- スーパーヒーロー大戦シリーズ
  - 仮面ライダー×スーパー戦隊 スーパーヒーロー大戦（2012年）
  - 仮面ライダー×スーパー戦隊×宇宙刑事 スーパーヒーロー大戦Z（2013年）
  - 平成ライダー対昭和ライダー 仮面ライダー大戦 feat.スーパー戦隊（2014年）
  - スーパーヒーロー大戦GP 仮面ライダー3号（2015年）
  - 仮面ライダー×スーパー戦隊 超スーパーヒーロー大戦（2017年）[注釈 8]

#### ゼネラルプロデューサー
- 北のカナリアたち（2012年）

#### エグゼクティブプロデューサー
- 相棒シリーズ X DAY（2013年）
- ルームメイト（2013年）
- 偉大なる、しゅららぼん（2014年）
- シン・仮面ライダー（2023年）
- ボルテスV レガシー（2023年）

#### 製作
- 臨場・劇場版（2012年）
- 映画 スマイルプリキュア! 絵本の中はみんなチグハグ!（2012年）
- つやのよる ある愛に関わった、女たちの物語（2013年）
- 草原の椅子（2013年）
- 探偵はBARにいる2 ススキノ大交差点（2013年）
- 二流小説家-シリアリスト-（2013年）
- ばしゃ馬さんとビッグマウス（2013年）
- 利休にたずねよ（2013年）
- アゲイン 28年目の甲子園（2015年）

### Web配信ドラマ
- dビデオスペシャル 仮面ライダー4号（2015年） - チーフプロデューサー
- 仮面ライダーアマゾンズ（2016年 - 2017年） - チーフプロデューサー
- 仮面戦隊ゴライダー（2017年） - チーフプロデューサー
- 仮面ライダージオウ スピンオフ RIDER TIME（2019年） - チーフプロデューサー
  - 仮面ライダージオウ スピンオフ PART1『RIDER TIME SHINOBI』
  - 仮面ライダージオウ スピンオフ PART2『RIDER TIME 龍騎』
- 鎧武外伝 仮面ライダーグリドンVS仮面ライダーブラーボ（2020年） - チーフプロデューサー
- 機界戦隊ゼンカイジャー スピンオフ ゼンカイレッド大紹介！（2021年）- チーフプロデューサー
- 仮面ライダーBLACK SUN（2022年） - エグゼクティブ・プロデューサー[37]
- 仮面ライダー555殺人事件（2024年）- チーフプロデューサー

### ゲーム
- 西村京太郎トラベルミステリー 悪逆の季節 東京〜南紀白浜連続殺人事件（1994年、パック・イン・ビデオ、3DO）
- Moon Cradle 異形の花嫁（1995年、パック・イン・ビデオ、3DO）

### 書籍
- ヒーローと正義（寺子屋新書、2004年）
- 小説 仮面ライダー電王 東京ワールドタワーの魔犬（講談社キャラクター文庫、2013年）
- 小説 仮面ライダー電王 デネブ勧進帳（講談社キャラクター文庫、2020年）

### 漫画
- 仮面ライダークウガ（月刊ヒーローズ 2014年12月号 - ） - 企画

### その他
- KAMEN RIDER DRAGON KNIGHT（2009年 - 2010年） - 日本語版プロデュース
- 仮面ライダー×仮面ライダー ドライブ&鎧武 MOVIE大戦フルスロットル（2014年） - カメオ出演
- 獣電戦隊キョウリュウジャーブレイブ（2017年） - チーフプロデューサー